# Coyoacán (métro de Mexico)
Coyoacán est une station de la ligne 3 du métro de Mexico. Elle est située au sud de Mexico, dans la délégation Benito Juárez, à proximité de Coyoacán.

## La station
La station est ouverte en 1983.
L'image de la station est la silhouette d'un coyote, d'après l'avenue Coyoacán, laquelle s'étend entre la station et le centre historique de Coyoacán. Le cercle en son centre, représente « l'œil de l'eau », en souvenir des sources qui y jaillissaient. Coyoacán est un mot nahuatl qui signifie « lieu de coyotes ».
Coyohuacan est fondée par les Toltèques entre les Xe et XIIe siècles. Elle devient capitale de la Nouvelle-Espagne lorsque Hernán Cortes s'y établit après la destruction de Tenochtitlan et y tourmente Cuauhtemoc, le dernier empereur aztèque. Après la conquête de Mexico, Hernan Cortes choisit Coyoacan pour le camp de l'une de ses divisions. Alors que la ville se reconstruisait, Coyoacán devint le premier arrondissement de la capitale.
À l'origine, la station devait se nommer Centro Bancomer, un centre bancaire très prochee. Bancomer étant une marque commerciale, les autorités décidèrent de renommer le métro Coyoacán d'après l'avenue où elle se situe, et qui conduit au centre historique de Coyoacán.